# Luís Filipe Castro Mendes
Luís Filipe Carrilho de Castro Mendes (ur. 21 listopada 1950 w Idanha-a-Nova) – portugalski dyplomata, poeta i pisarz, od 2016 do 2018 minister kultury.

## Życiorys
Absolwent prawa na Uniwersytecie Lizbońskim. W latach 1974–1975 pracował w gabinetach ministra bez teki oraz ministra spraw zagranicznych. Następnie związany z portugalską dyplomacją. Pracował m.in. na placówkach dyplomatycznych w Angoli, Hiszpanii i Francji, był też dyrektorem departamentu w MSZ. Od 1998 do 2000 pełnił funkcję konsula generalnego w Rio de Janeiro. Kilkakrotnie obejmował stanowiska ambasadora Portugalii, reprezentując ten kraj na Węgrzech (2003–2007), w Indiach (2007–2009), a także jako stały przedstawiciel przy UNESCO (2011–2012) i Radzie Europy (2012–2015).
W kwietniu 2016 dołączył do rządu Antónia Costy, w którym zastąpił João Soaresa na stanowisku ministra kultury. Stanowisko to zajmował do października 2018.
Poza działalnością zawodową zajął się również tworzeniem poezji i prozy. W młodości publikował teksty w „Diário de Lisboa”. Debiutował tomem wierszy Recados z 1983 wydanym w ramach serii dla młody poetów, którą wymyślił Vasco Graça Moura. Opublikował następnie m.in. Seis Elegias e Outros Poemas (1985), Ilha dos Mortos (1991), Viagem de Inverno (1993), O Jogo de Fazer Versos (1994), Modos de Música (1996), Outras Canções (1998), Poesia Reunida (1999) i Os Dias Inventados (2001).

## Odznaczenia
- Wielki Oficer Orderu Infanta Henryka[3]
- Komandor i Krzyż Wielki Orderu Zasługi[3]
- Wielki Oficer Orderu Leopolda II (Belgia)[1]
- Komandor Orderu Rio Branco (Brazylia)[4]
- Komandor Orderu Wiktoriańskiego (Wielka Brytania)[4]
- Oficer Legii Honorowej (Francja)[1]